# Bandera de El Astillero
La bandera de El Astillero es uno de los símbolos del municipio español de El Astillero (Cantabria), junto a su escudo. Es de paño rectangular, de proporciones no indicadas, dividida horizontalmente en tres franjas de igual anchura, la superior azul marino, la central blanca y la inferior ocre. En el centro geométrico del paño va el escudo municipal. La franja azul marino representa al cielo y mar que bordea al municipio; la franja blanca representa la libertad y paz; y la franja roja-ocre representa la sangre y mineral de hierro que históricamente se explotaba y embarcaba en el municipio.
La bandera fue aprobada en sesión plenaria celebrada por el Ayuntamiento el día 11 de marzo de 1982.